# Верхняя Мондома
Верхняя Мондома — деревня в Белозерском районе Вологодской области.
Входит в состав Артюшинского сельского поселения, с точки зрения административно-территориального деления — в Артюшинский сельсовет.
Расположена на берегах реки Мондомы. Расстояние по автодороге до районного центра Белозерска составляет 28 км, до центра муниципального образования села Артюшино — 12 км. Ближайшие населённые пункты — Дресвянка, Емельяновская, Поповка.
Население по данным переписи 2002 года — 30 человек (12 мужчин, 18 женщин). Всё население — русские.
В 1948 году в деревне насчитывалось 26 домов.